# Dikbekpurperspreeuw
De dikbekpurperspreeuw (Aplonis striata) is een vogelsoort uit de familie Sturnidae.

## Kenmerken
Hij is helemaal zwart en heeft oranje ogen.

## Verspreiding en leefgebied
Deze soort is endemisch op Nieuw-Caledonië en telt 2 ondersoorten:
- A. s. striata: Nieuw-Caledonië.
- A. s. atronitens: de Loyaliteitseilanden.